# William Kennedy
William Joseph Kennedy (Albany (New York), 16 januari 1928) is een Amerikaans schrijver en journalist.

## Leven en werk
Kennedy studeerde aan het Siena College te New York en diende vervolgens een tijdlang in het Amerikaanse leger. Daarna vestigde hij zich in Puerto Rico, waar hij vriendschap sloot met de schrijvers. Saul Bellow en Hunter S. Thompson. Eind jaren zestig keerde hij terug naar zijn geboorteplaats Albany en werkte daar behalve als schrijver ook als onderzoeksjournalist.
In veel van de romans van Kennedy spelen leden van de Iers-Amerikaanse familie Phelan een rol. Ook maakt hij in zijn werk veelvuldig gebruik van bovennatuurlijke elementen en gebeurtenissen uit de geschiedenis van Albany. Deze elementen zijn ook terug te vinden in zijn bekendste boek Ironweed (1983), dat handelt over de alcoholische Frank Phelan, die tijdens de grote depressie zijn familie verlaat, nadat hij per ongeluk zijn zoon in een dronken bui heeft gedood; wat volgt is een soort zelfbestraffing van Phelan, waarbij hij steeds via hallucinaties wordt achtervolgd door drie andere personen die hij in het verleden heeft gedood.
Kennedy ontving in 1984 voor Ironweed de Pulitzerprijs. Ironweed werd in 2002 ook gekozen in de Modern-Library lijst van 100 beste Engelstalige romans uit de twintigste eeuw. Het boek werd in 1987 verfilmd met Jack Nicholson en Meryl Streep in de hoofdrollen.

### Romans
- The Ink Truck, 1969.
- Legs, 1983.
- Billy Phelan's Greatest Game, 1978.
- Ironweed, 1983.
- Quinn's Book, 1988.
- Very Old Bones, 1992.
- The Flaming Corsage, 1996.
- Roscoe, 2002.

### Non-fictie
- O Albany!: Improbable City of Political Wizards, Fearless Ethnics, Spectacular Aristocrats, Splendid Nobodies, and Underrated Scoundrels, 1983.
- The Making of Ironweed, 1988.
- Riding the Yellow Trolley Car, 1993.

### Scenario’s
- The Cotton Club, 1986, met Francis Ford Coppola.
- Ironweed, 1987.

### Drama
- Grand View, hade premiär vid Capital Repertory Theatre, Albany, NY, 1996.
- In the System, kort dramaprojekt Premiär, University at Albany, 2003.

### Kinderboeken
- Charlie Malarkey and the Belly Button Machine, 1986.
- Charlie Malarkey and the Singing Moose, 1994.